# Peder Cappelen Thurmann

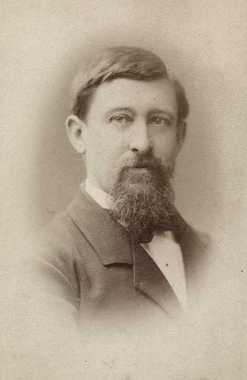
Peder Cappelen Thurmann, Foto, um 1880

Peder Cappelen Thurmann (* 18. März 1839 in Halden, Norwegen; † 21. Mai 1919 in Christiania, Norwegen) war ein norwegischer Landschaftsmaler der Düsseldorfer Schule.

## Leben

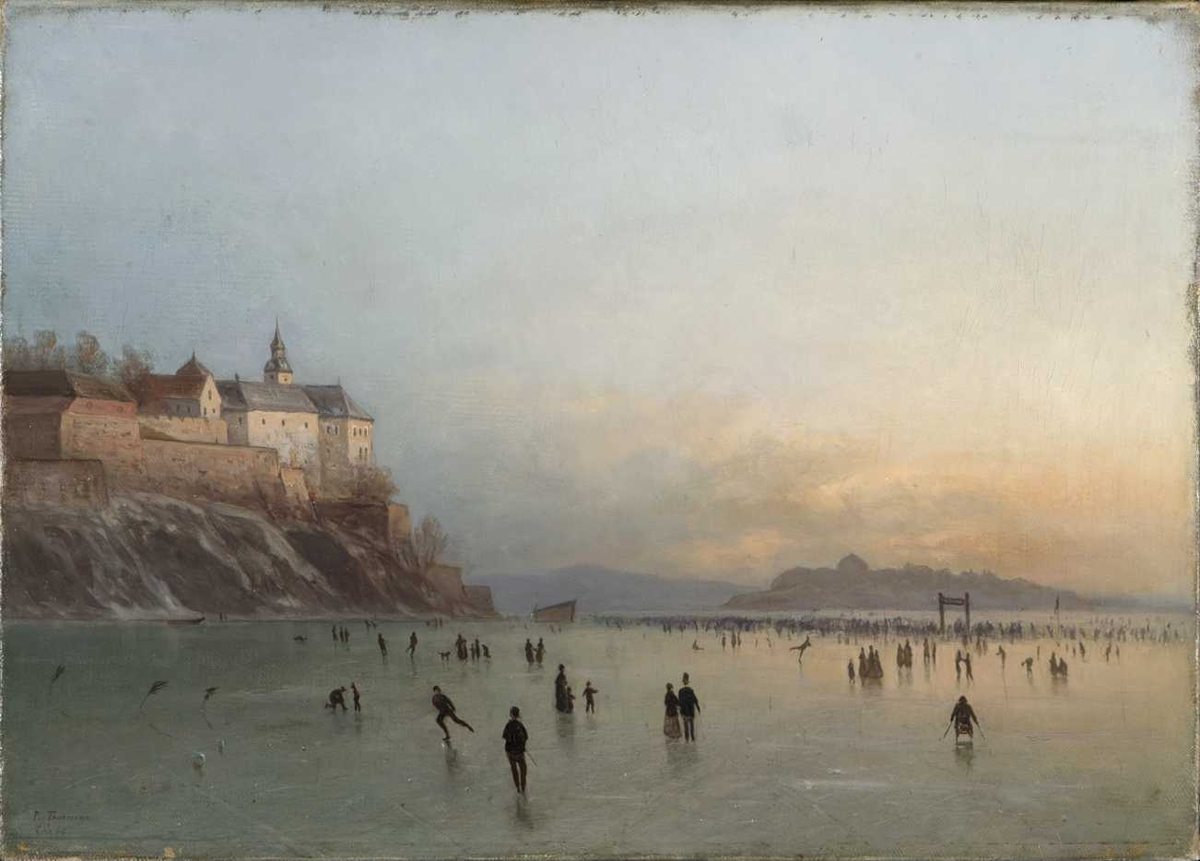
Landschaft mit Schlittschuhläufern in Akershus, 1869, Oslo Museum

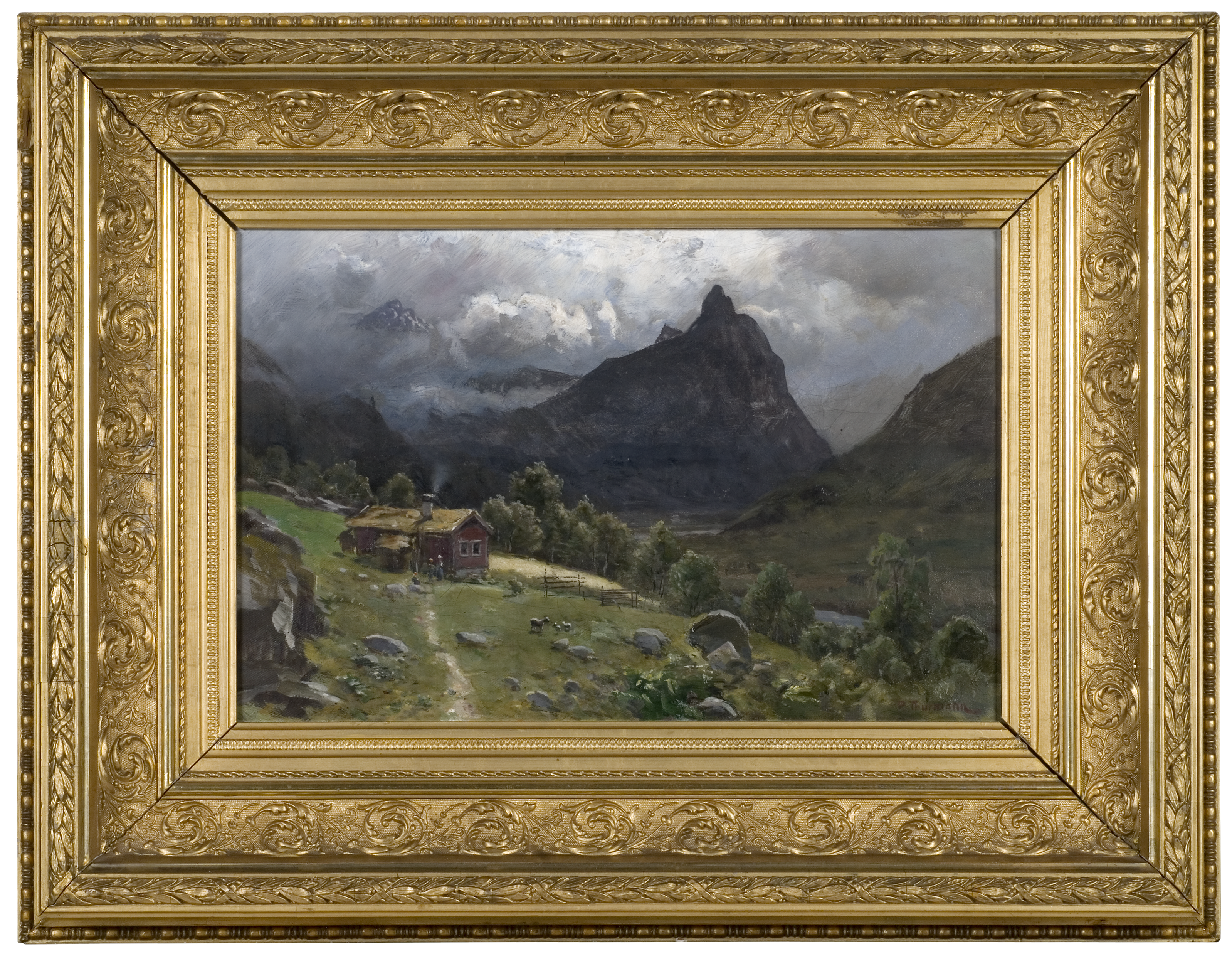
Gebirgslandschaft, Schwedisches Nationalmuseum

Thurmann, Sohn des Pfarrers Carl Fredrik Thurmann und dessen Ehefrau Ottilia Christine Ottesen, später auch Schwager des Missionsbischofs Nils Astrup (1843–1919), besuchte 1854 die Königliche Zeichenschule von Christiania. Vermutlich wurde er dort von Joachim Frich unterrichtet. Dann ging er wie viele andere norwegische Maler seiner Zeit nach Düsseldorf. In den Jahren 1856 bis 1859 war er Student der Kunstakademie Düsseldorf. Dort waren Josef Wintergerst und Hans Fredrik Gude seine Lehrer. Danach hielt er sich mehrere Jahre in München auf, von wo er Studienreisen in Bayern und nach Italien unternahm. Er heiratete Anna Maria Catharina Enzinger (1842–1925), die acht Kinder gebar. 1869 wurde er Lehrer für freihändiges Zeichnen an der Königlichen Zeichenschule von Christiania, 1884 bis 1912 wirkte er dort als Oberlehrer. In den Jahren 1873 bis 1875 ersetzte er Morten Müller auf der Zeichenschule von Johan Fredrik Eckersberg, die Knud Bergslien übernommen hatte. Dort war Nikolai Ulfsten einer seiner Schüler. Ab 1870 unternahm er noch mehrere Studienreisen, so nach Österreich und Italien, Dänemark (1888, nach 1894) sowie nach Deutschland (um 1890).